# Chino
För andra betydelser, se Chino (olika betydelser).
Chino är en föråldrad benämning för i Peru avkomling av svart och indianska, i Argentina av vit och indianska (cholo), i Mexiko av infödda oblandade svarta.